# オオシャコガイ
オオシャコガイ（学名：Tridacna gigas）は、ザルガイ科に分類される二枚貝の一種。インド太平洋の熱帯海域で見られる。現生する二枚貝の中では最大の種であり、殻長は120cmを超え、体重は200kgに達する。寿命も長く、野生での平均寿命は100年を超える。他のシャコガイと混同されることがよくある。
体組織内で藻類を培養することで、急速な成長を可能にしていると考えられている:10。幼生はプランクトン性だが、成体になると固着性になる。外套膜組織では褐虫藻と共生しており、成体はそこから栄養の大部分を得ている。昼間は殻を開いて外套膜組織を広げ、藻類が光合成に必要な日光を浴びられるようにする。この藻類養殖法は、高効率バイオリアクターのモデルとして研究されている。

## 分布と生息地
オーストラリア、西沙諸島、南沙諸島、インドネシア、マレーシアのサバ州、マーシャル諸島、ミャンマー、パラオ、フィリピン、ソロモン諸島、東ティモールでは現在も見られる。おそらくパプアニューギニアでも見られ、中国、クリスマス島、ココス諸島、南西諸島、ツバル、ベトナムでは絶滅した可能性がある。ニューカレドニア、シンガポール、台湾、タイでは絶滅した。インド洋と南太平洋に分布しており、南シナ海でも見られるが、個体数の減少が激しく、多くの地域で絶滅している。
日本では八重山諸島に分布しているものの、個体数は少なく、大型の個体はほとんど見られない。数千年前には沖縄に広く分布していたと考えられ、現在でも多くの殻が残されている。
サンゴ礁の平らな砂地や、砕けたサンゴの上で生育し、水深20mほどの場所まで見られる:10。 分布域はシャコガイの中で最も広く、島嶼部、ラグーン、裾礁で見られる。

## 形態

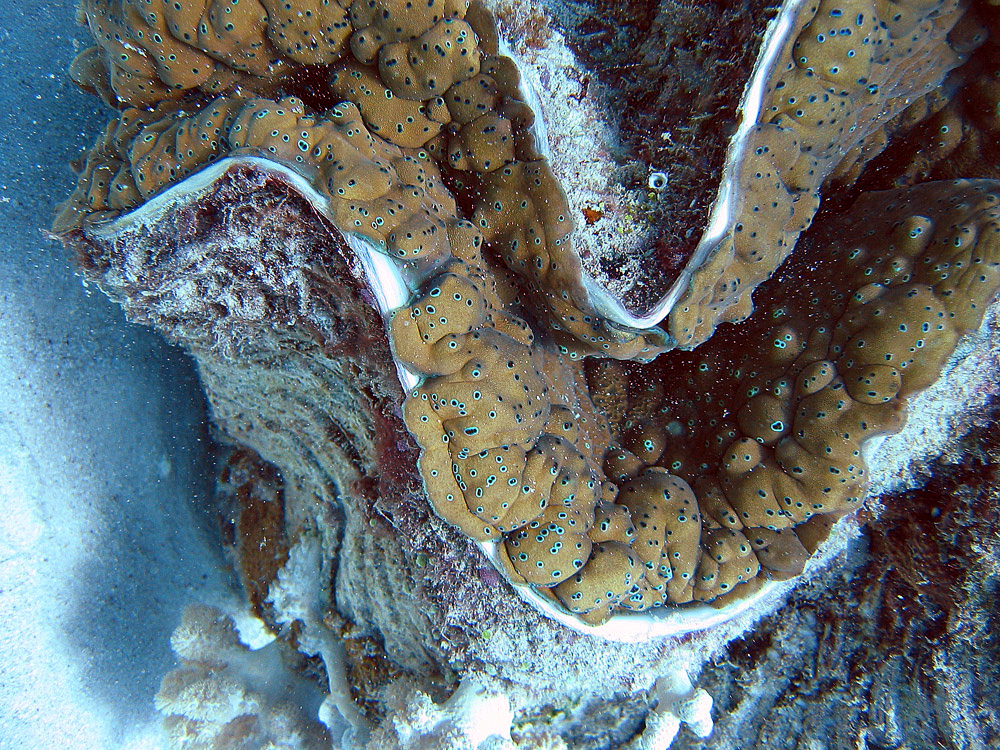
外套膜には多数の眼点がある

若い個体は他のシャコガイと区別するのが難しい。成体は殻を完全に閉じることができず、茶色がかった黄色の外套膜の一部が見える:32。殻には4-5本の放射肋があり、放射助数が6-7本であるヒレナシシャコガイと区別できる。炭酸カルシウムから成るサンゴの殻と同様に、季節の温度に非常に敏感なバイオミネラリゼーションを通じて殻を成長させる。炭酸塩中の酸素同位体の比と、ストロンチウムとカルシウムの比を使用することで、過去の海面水温を判定できる場合がある。
外套膜の縁には、数百から数千個の直径約0.5mmのピンホール状の眼点がある。眼点は瞳孔のような開口部を含む小さな空洞と、紫外線を含む3つの異なる範囲の光に敏感な100個以上の光受容体の基部から構成されている。これらの受容体により、光量の減少、光の方向の変化、または物体の動きを感知して殻を部分的に閉じることができる。開口からの色素を使用して一部の目を局所的に減光することで、画像を形成することが出来る。

### 大きさ

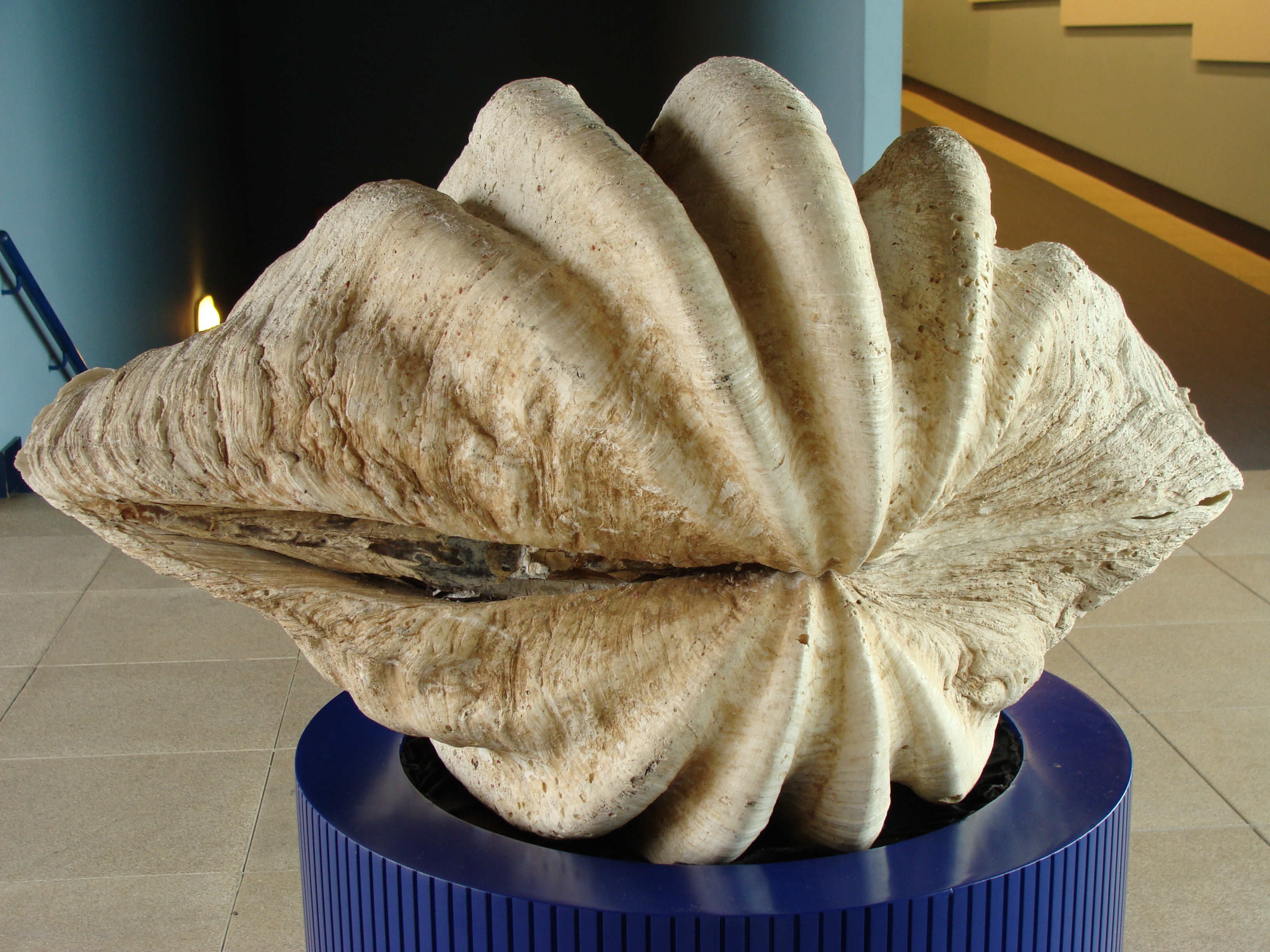
巨大な殻

最長の個体は殻長137cm、死後の体重は230kgであり、生時の体重は250kgと推定されている。この個体は1817年頃にスマトラ島北西部の海岸で発見され、その殻は現在北アイルランドの博物館に展示されている:31。
1956年には石垣島沖で、更に重たい個体が発見された。殻長は115cmであったが、死後の体重は333kgであり、生時の体重は340kgと推定された:32。

## 生態

### 摂食
濾過摂食を行うものの、必要な栄養の65-70％は共生している褐虫藻によって供給されている。これにより、栄養分の少ないサンゴ礁の水中でも殻長1mまで成長することができる。特殊な循環器系で藻類を栽培し、体積当たりの共生生物の数を大幅に増やすことができる。外套膜の縁には褐虫藻が密集しており、シャコガイが供給する二酸化炭素、リン酸塩、硝酸塩を利用していると考えられている。
組織の乾燥重量10mgの非常に小さな個体では、呼吸と成長に必要な総炭素量の約65％が濾過摂食によって供給される。乾燥重量10gの個体では、濾過摂食から供給される炭素量は34％である。ある褐虫藻の種は、本種に加えて付近の造礁サンゴと共生している可能性がある。

### 繁殖
雌雄同体であり、1つの貝が卵と精子の両方を生産する。有性生殖を行い、自家受精は不可能だが、同種の他個体が居れば繁殖することが可能である。雌雄同体であることで、新しい遺伝子の組み合わせが次の世代に受け継がれる:46。また適合する配偶者を見つける負担が軽減され、生産される子孫の数も2倍になる。
自ら動くことができないため、精子と卵子を水中に放出する。産卵誘発物質と呼ばれる伝達物質は、精子と卵子の放出を同期させて受精を確実にする。この物質は出水管から放出されるため、他の個体はすぐに感知することが出来る。入水管付近には化学受容器があり、物質の通過を感知すると、大脳の神経節に直接情報が伝達される:47。
産卵誘発物質を検出すると、中央部の外套膜を膨らませ、閉殻筋を収縮させる。各個体は体内を水で満たし、入水管を閉じる。閉殻筋によって貝殻が勢いよく収縮し、出水管の内容物が流れる。数回収縮した後、卵と精子が出水管に現れ、出水管を通って水中に排出される。卵の直径は100µmである。卵の放出により生殖が開始される。成体は一度に5億個以上の卵を放出することができる:48。
産卵は満月、下弦の月、新月近くの満潮時に起こる。産卵収縮は2-3分ごとに起こり、激しい産卵は30分から2時間半にわたる。近隣の個体の産卵に反応しない場合、生殖活動が不活発である可能性がある。

### 成長

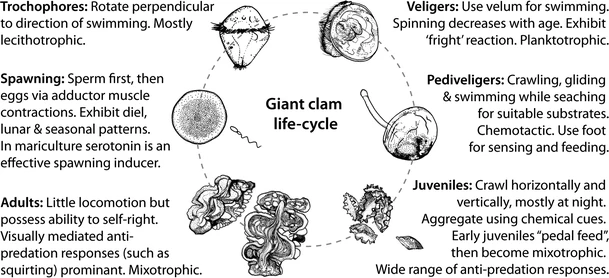
オオシャコガイの生活環

受精卵は約12時間海中を漂い、トロコフォアが孵化する。その後、炭酸カルシウムの殻を作り始める。受精後2日で、大きさは160µmに達する。すぐに海底を移動するための足が発達する。幼生は適切な生息地を探すために泳ぐこともある:49。
生後約1週間で地面に定着するが、最初の数週間は頻繁に場所を変える。幼生はまだ共生藻類を持っていないため、プランクトンを濾過摂食する。この過程で浮遊する褐虫藻を体に取り入れる。最終的に前部の閉殻筋は消え、後部の筋肉は殻の中心部に移動する。多くの小さな個体はこの段階で死亡する。殻長20cmを超えると若齢期とみなされる:53。野生個体の成長率を観察することは困難だが、飼育下では1年に12cm成長することが観察されている。
肉質の外套膜が殻の縁を超えて伸びるほど大きなサイズに成長する能力は、二枚貝の発達と形態の再編の結果であると考えられている。歴史的に、このプロセスについては2つの進化論的説明がなされてきた。内臓から足にかけての神経節複合体が殻に対して180度回転し、独立して発達し進化するという主張があった。一方、ほとんどの二枚貝で一般的な腹側方向ではなく、主に後側方向に起こり、それが幼生が経る成長方法に反映されているという主張もあった。

## 人との関わり

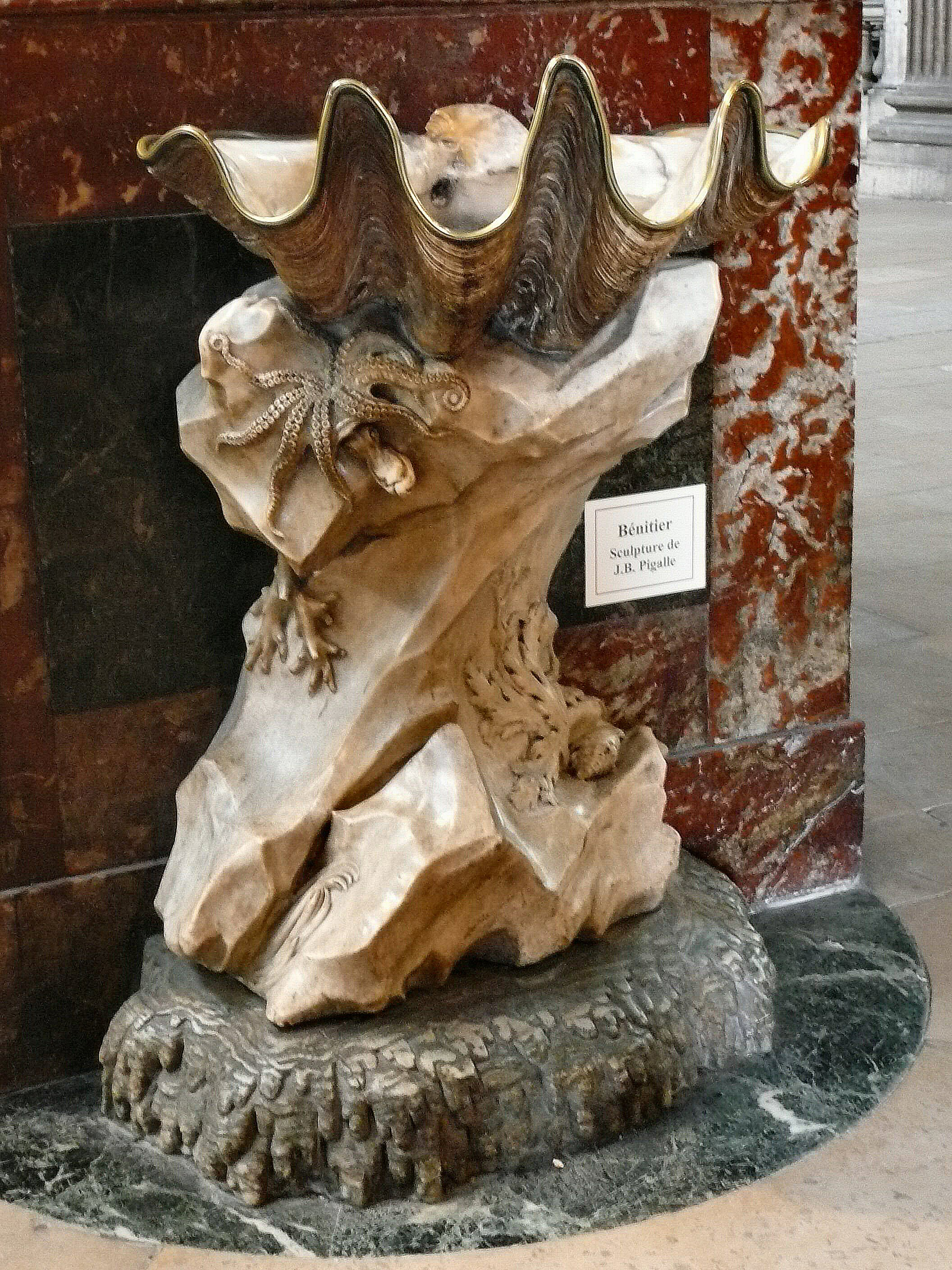
サン＝シュルピス教会の聖水盤に加工された殻

殻は置物や宝飾品、水盤などに加工される。漁師による集中的な乱獲は脅威となっており、高額であるため大きな成体が狙われる:53。また筋肉は各地で食用とされている:11。

### 俗説
本種を含む大型の生物は、歴史的に様々な誤解を生み出してきた。本種が簡単に見られる国であっても、攻撃的な生き物と誤解されていた。本種は殻を完全に閉じることができないが、ポリネシアの民話では猿の手が本種に噛み切られたと語られており、幼生期を過ぎると固着性になるものの、マオリの伝説では本種がカヌーを襲ったとされている。18世紀以降には、西洋でもその危険性が話題にされてきた。1920年代には『ポピュラーメカニクス』という雑誌において、本種が人間を殺したこともあると取り上げられた。米国海軍の潜水マニュアルには、シャコガイに捕らえられた状態から逃れるための指示が記されていた。老子の真珠の発見に関して、所有者のウィルバーン・カブは、オオシャコガイが殻を閉じたため、挟まれたダヤク族の漁師が溺死したと聞かされたという。実際には閉殻筋の収縮速度が遅く、殻を閉じる際には水を押し出す必要があるため、人間を挟むことはできない。非常に長命であるという意見もあったが、その大きさは急速な成長と関連している可能性が高い。

### 養殖
パラオの研究施設で養殖が開始された。1985年から1992年にかけてオーストラリア政府が資金提供した大規模なプロジェクトでは、ジェームズクック大学の研究施設で本種が大量養殖され、太平洋諸島とフィリピンの養殖場の開発を支援した。

## 保全
乱獲が懸念されており、食用や観賞用としての取引のために野生個体が大幅に減少している。ワシントン条約の付属書IIに掲載されており、加工品を含む国際取引が規制されている。
マレー半島では局所的に絶滅したと報告されている。海洋養殖の進歩に伴い、ハワイとミクロネシアにオオシャコガイが導入された。フィリピンに再導入された個体は、わずか10年で幼生を少なくとも数百m離れた場所まで分散させた。

## ギャラリー

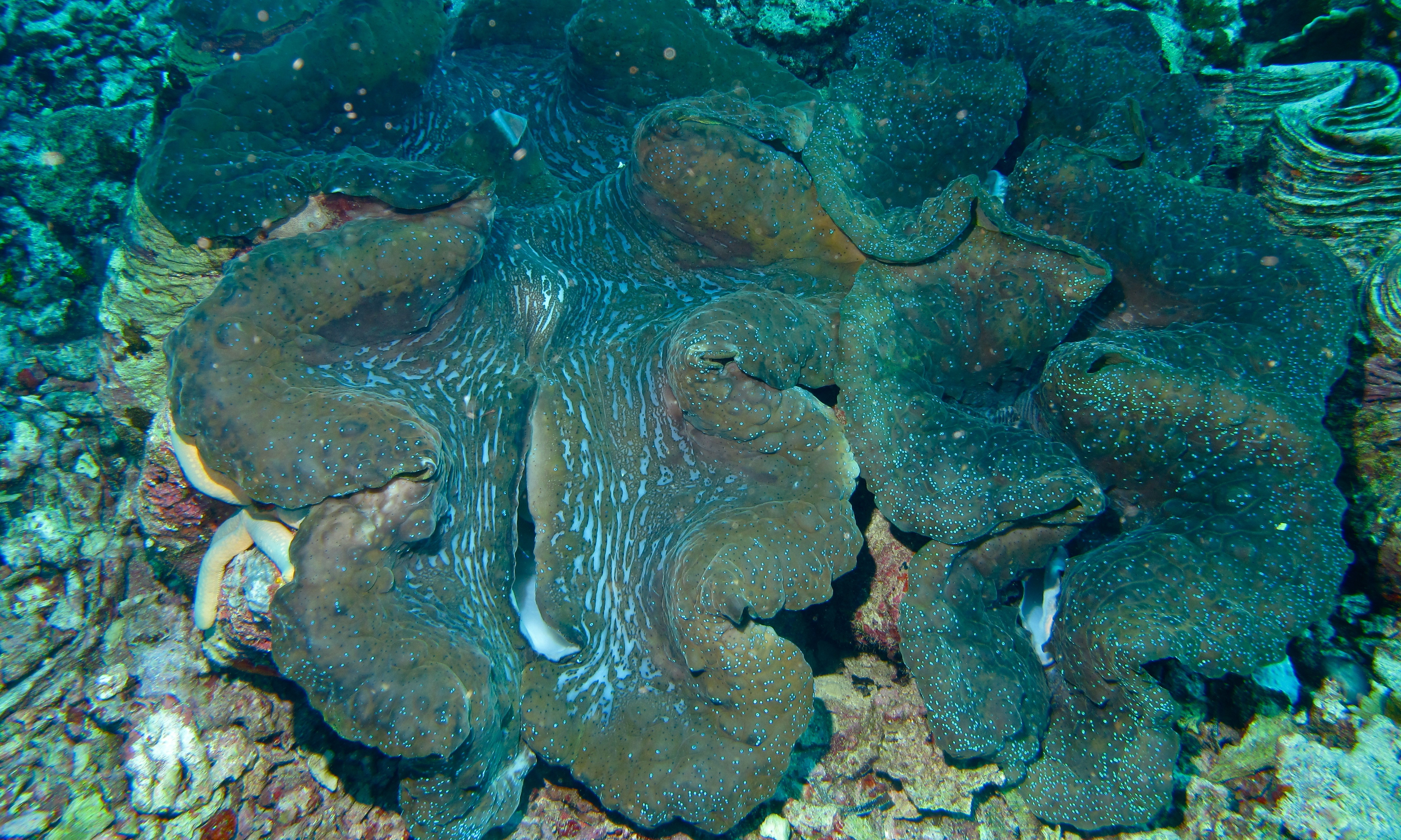
インドネシアで撮影
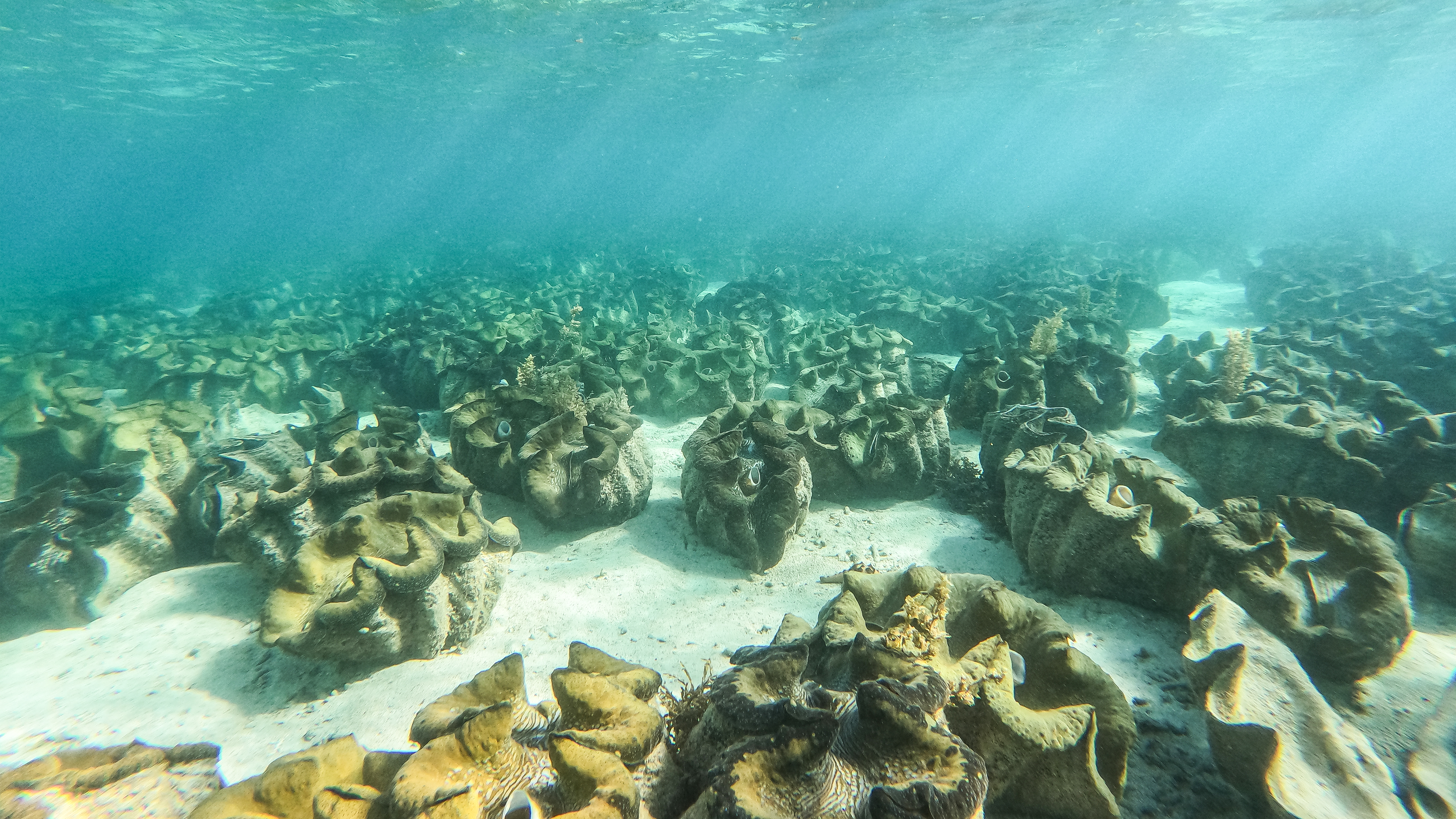
大量に生育している
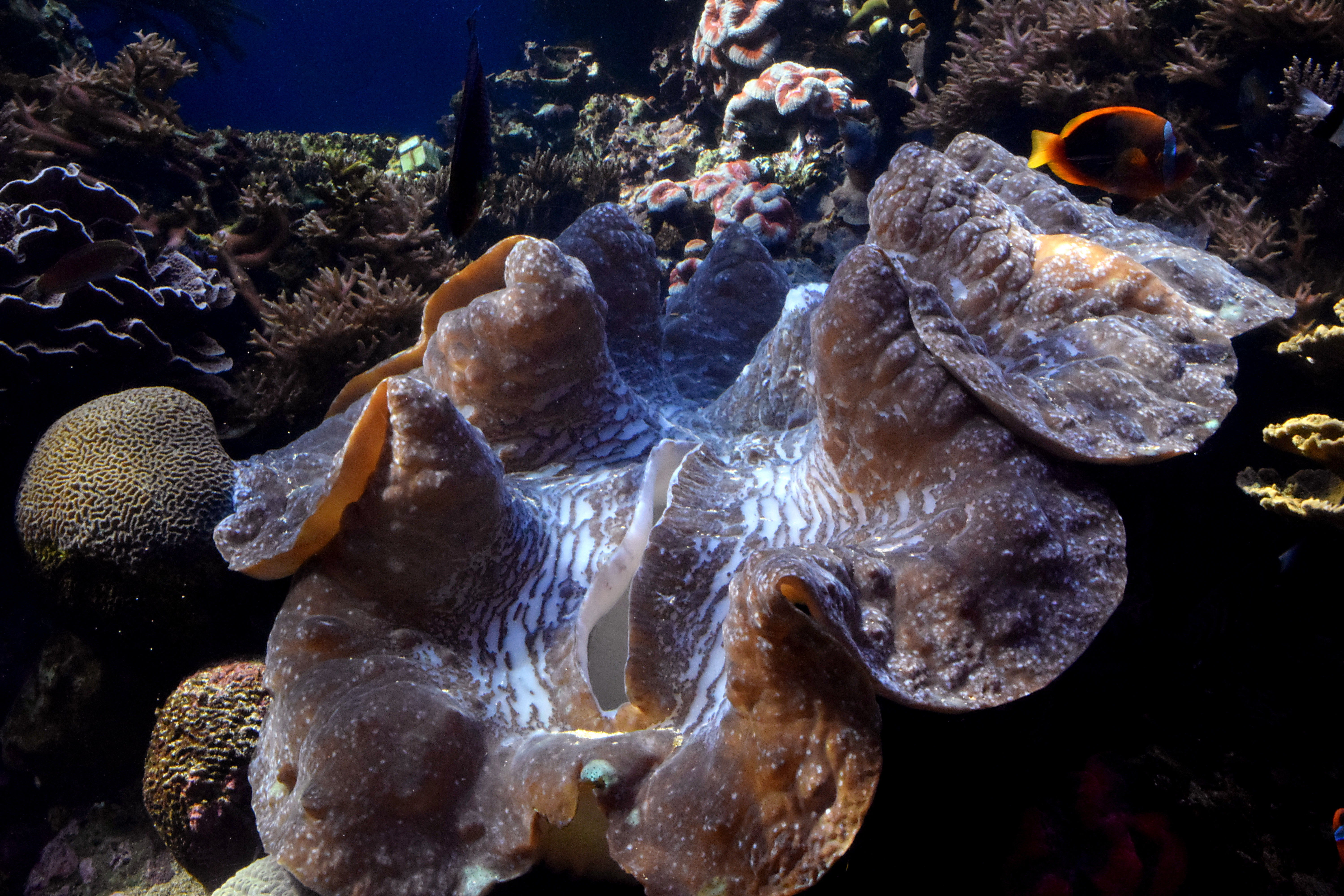
水族館の飼育個体
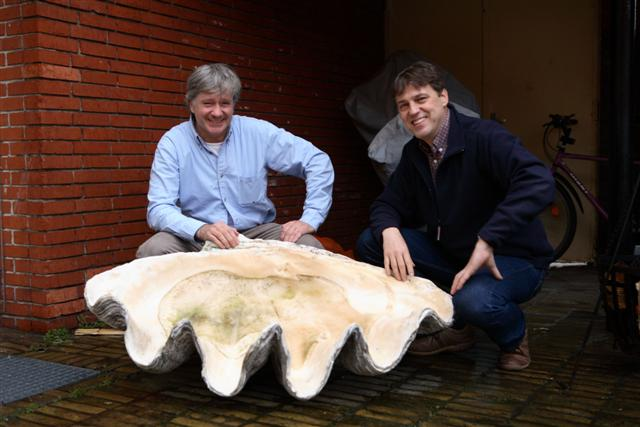
人と殻の比較